# Адельберг
Адельберг (нім. Adelberg) — громада в Німеччині, знаходиться в землі Баден-Вюртемберг. Підпорядковується адміністративному округу Штутгарт. Входить до складу району Геппінген.
Площа — 9,49 км2. Населення становить 1989 ос. (станом на 31 грудня 2020).